# Symfonie nr. 2 (Pettersson)
Allan Pettersson voltooide zijn Symfonie nr. 2 in 1953.
Pettersson begon aan dit werk terwijl hij nog lessen compositieleer had van René Leibowitz. Die lessen over dodecafonie stonden Pettersson niet aan, maar hij wilde dat systeem van componeren onder de knie te krijgen. Zijn tweede symfonie schreef Pettersson volgens eigen zeggen achter de rug van Leibowitz om. Hij begon er dus mee in Parijs en rondde het het volgende jaar in Stockholm af. Pettersson wilde juist alle vrijheid in componeren benadrukken. Die wijze voerde hij door in deze tweede symfonie, de reden dat Symfonie nr. 1 nooit voltooid werd. De Zweed hield zich niet aan de in volgens de klassieke ogen belangrijkste elementen van een symfonie. Er is geen vierdelige opzet, noch is er sprake van de vierdelige inhoud, thema, variatie, verdieping en finale. Daarentegen maakte Pettersson in deze eendelige symfonie wel gebruik van de "antieke" tempoaanduidingen, achtereenvolgens Allegro – Allegretto – Tempo 1 – Allegro frenetica en allegretto con malinconia. De symfonie begint met een langzame introductie bestaande uit de lage strijkinstrumenten met kwartnoten en eindigt met hetzelfde instrumentarium in een lang decrescendo.
Zowel de uitgave op cpo als Bis Records maakt melding dat Pettersson elementen uit vroegere composities in deze symfonie hergebruikte, maar ook dat motieven uit deze symfonie terechtkwamen in later werk. Met name de klaaglijke passages zouden regelmatig terugkomen in latere symfonieën. 
Tor Mann, aan wie het werk is opgedragen, gaf leiding aan de première op 9 mei 1954, verzorgd door het Symfonieorkest van de Zweedse Radio.   
Orkestratie:
- 2 dwarsfluiten, 2 hobo, 2 klarinetten, 2 fagotten
- 2 hoorns, 2 trompetten, 2 trombones
- pauken, 4 man/vrouw percussie, celesta
- violen, altviolen, celli, contrabassen